# Hoplophorella finitima
Hoplophorella finitima är en kvalsterart som först beskrevs av Wojciech Niedbała 2002.  Hoplophorella finitima ingår i släktet Hoplophorella och familjen Phthiracaridae. Inga underarter finns listade i Catalogue of Life.